# بخش بانکروفت، شهرستان فریبورن، مینه سوتا
بخش بانکروفت (به انگلیسی: Bancroft Township) یک منطقهٔ مسکونی در ایالات متحده آمریکا است که در شهرستان فری‌بورن، مینه‌سوتا واقع شده‌است.
 بخش بانکروفت ۸۷٫۲ کیلومتر مربع مساحت و ۱٬۰۶۵ نفر جمعیت دارد و ۳۷۹ متر بالاتر از سطح دریا واقع شده‌است.